# Petite rivière Marguerite
Pour les articles homonymes, voir Marguerite.
La Petite rivière Marguerite est un affluent de la Portneuf, coulant sur la rive Nord-Ouest du fleuve Saint-Laurent, au Nord du village de Sainte-Anne-de-Portneuf dans la municipalité de Portneuf-sur-Mer, dans la municipalité régionale de comté (MRC) de La Haute-Côte-Nord, dans la région administrative de la Côte-Nord, dans la Province de Québec, au Canada.
À partir de la route 138, un chemin forestier dessert le côté Nord de cette petite vallée,,.
La foresterie constitue la principale activité économique du secteur.
La surface de la Petite rivière Marguerite est habituellement gelée de la fin novembre au début avril, toutefois la circulation sécuritaire sur la glace se fait généralement de la mi-décembre à la fin mars.

## Géographie
Les principaux bassins versants voisins de la Petite rivière Marguerite sont :
- Côté Nord : Rivière du Sault aux Cochons ;
- Côté Est : Estuaire du Saint-Laurent ;
- Côté Sud : Rivière Portneuf, baie de Mille-Vaches, estuaire du Saint-Laurent ;
- Côté Ouest : Rivière Portneuf, Petite rivière Noire, rivière à Philias[1].

La Petite rivière Marguerite prend sa source du côté Ouest d’une zone de marais en zone forestière. Cette source de la rivière est située à 4,1 km au Sud-Est d’une courbe de la rivière du Sault aux Cochons ; à 2,1 km au Nord-Ouest de l’embouchure de la Petite rivière Marguerite (confluence avec la rivière Portneuf ; à 5,3 km au Nord-Ouest de la confluence de la rivière Portneuf et du fleuve Saint-Laurent ; à 7,9 km au Sud du centre-ville de Forestville.
À partir de sa source, la Petite rivière Marguerite coule entièrement en zones forestières sur 5,4 km en formant le trois quarts d’un cercle en coulant dans le sens horaire, jusqu'à la confluence de la rivière.
La Petite rivière Marguerite se déverse dans une courbe de la rive Nord de la rivière Portneuf dans le secteur de Portneuf-sur-Mer, à :
- 2,1 km en amont du pont de la route 138 ;
- 3,0 km en amont de la confluence de la rivière Portneuf et de estuaire du Saint-Laurent ;
- 9,2 km au Sud du centre-ville de Forestville ;
- 40,2 km au Nord du centre du village des Escoumins ;
- 3,7 km au Nord-Ouest du centre du village de Portneuf-sur-Mer[1].

## Toponymie
Le terme "Marguerite" constitue un prénom d'origine française.
Le toponyme Petite rivière Marguerite a été officialisé le 5 décembre 1968 à la Banque des noms de lieux de la Commission de toponymie du Québec.